# تصوير ضوئي فني

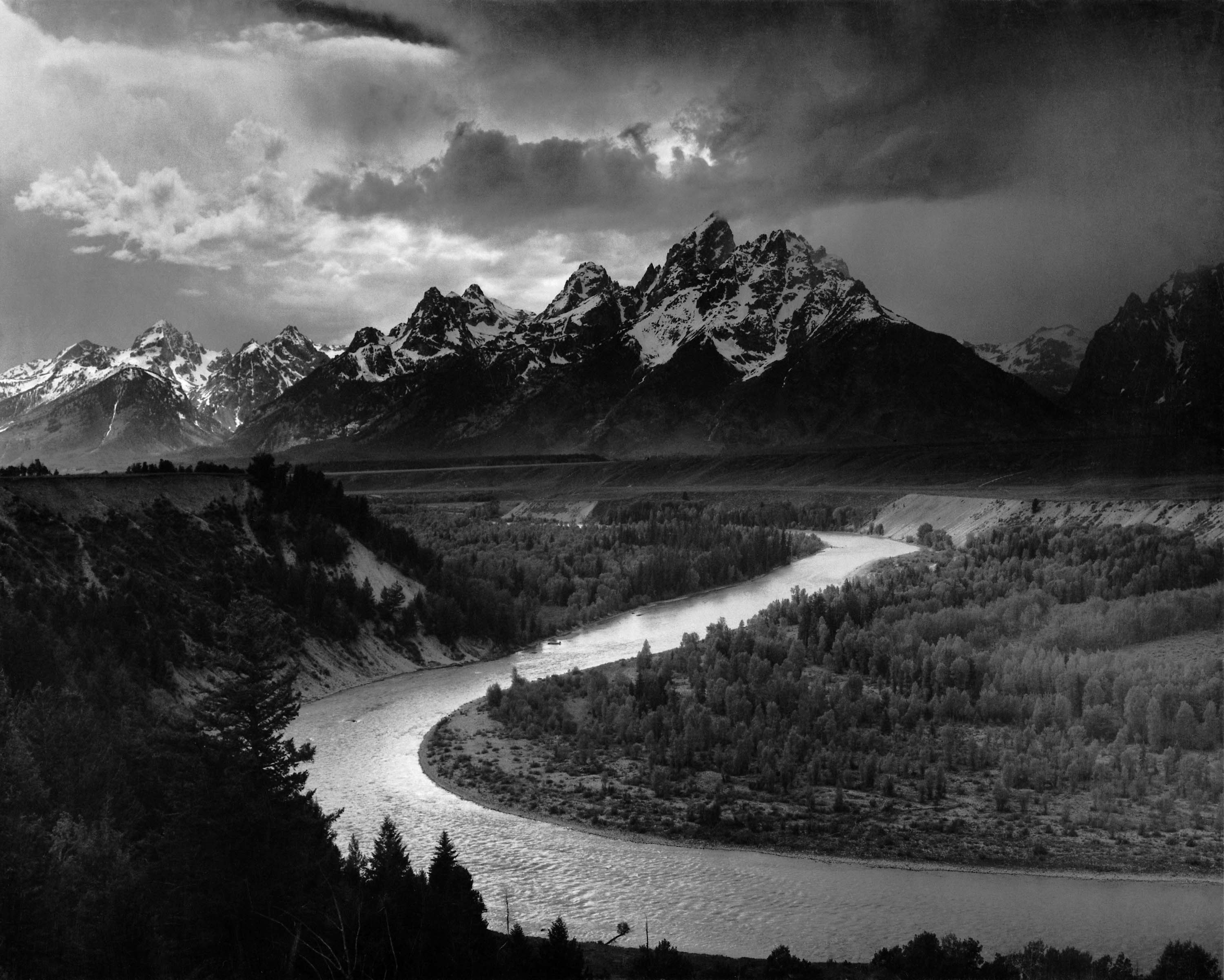
حديقة غراند تيتون الوطنية ، وايومنغ.

التضوير الضوئي الفني (بالإنجليزية: Fine Art photography)‏ هو التصوير الضوئي المحاكي للفنون الجميلة، أي أنّه التصوير على حسب رؤية المصور، كوسيلة للتعبير الإبداعي، يهدف إلى التعبير عن فكرة ما أو عاطفة، عكس التصوير الصحفي الذي يحكي سرد مرئي لأحداث وقصص محددة، والتصوير التجاري الذي يركز على تقديم المنتجات أو الخدمات، والتصوير الوثائقي الذي يسعى إلى تصوير الأشخاص والأحداث التاريخية المهمة للذاكرة.